# Фуми, Фауст Герхард
Фауст Герхард Фуми (правильнее Фаусто Джерардо; 1840 или 1841, Монте-Пульчано — 1915, Генуя) — итальянский филолог.
Изучал сначала философию в Нормальной школе в Пизе, затем классическую филологию в Высшем институте Флоренции. С 1869 по 1871 год преподавал древнегреческий и латынь в лицее Чабрера. С 1877 года состоял профессором классической и новой латыни в Палермском университете, в 1896 году перешёл на ту же должность в университет Генуи, заняв там также кафедру санскрита. В 1901—1903 и 1907—1910 годах избирался деканом факультета искусств университета Генуи.
Главные работы его авторства: «Illustrationi alla grammatica greca di G. Curtius» (перевод и прибавления, 1868); «Formatione latina del preterito e futuro imperfetti» (1876); «Glottologia e Neogrammatici» (1881); «Glottologia e Preistoria» (1884); «Limen indicum, avviamento alla grammatica sanscrita» (1888).